# Stéphane Thieffry
Stéphane Thieffry — Lille, 20 mars 1910 – Paris, 7 novembre 1990  — est un neuropédiatre français.
Reçu au concours de l'Internat des hôpitaux de Paris de 1932, il a été un élève de Clovis Vincent et de Robert Debré. Il devint titulaire en 1964, à la suite de Marcel Lelong, de la chaire de clinique de pédiatrie et puériculture. Il fut nommé chef de service à l’hôpital Saint-Vincent-de-Paul de Paris, de 1964 à 1979, et orienta le service vers la neuropédiatrie, y créant la première école de neurologie pédiatrique en France. Il s'occupa de la première unité de soins intensifs pédiatriques, dont il confia en 1964 la direction à Gilbert Huault, et il fut un des cofondateurs, en 1970, de la Société française de médecine périnatale.
Il s’intéressa en particulier à la poliomyélite, aux épilepsies, aux soins et à l’aide pour les enfants handicapés. Ainsi il présida lors de sa création en 1967 le Conseil scientifique et technique du Comité d'étude et de soins aux arriérés profonds (CESAP), et de 1971 à 1990 le Conseil d’administration de Votre École Chez Vous, établissement scolaire pour enfants handicapés physiques.
Il devint membre de l’Académie nationale de médecine en 1980, et il fut nommé Officier de la Légion d'honneur.